# 瓦齊卡
瓦齊卡（英語：Watseka）是一個位於美國伊利諾伊州易洛魁縣的城市。根據2010年美國人口普查，該地人口為5255人，而該地的面積約為7.97平方千米。同時該地也是易洛魁縣的縣治。

## 地理
瓦齊卡的座標為40°46′34″N 87°44′11″W / 40.77611°N 87.73639°W，而該地的平均海拔高度為193米（即633英尺）。